# Lukáš Letenay
Lukáš Letenay (* 19. dubna 2001 Bratislava) je slovenský profesionální fotbalista, který hraje na pozici útočníka za český klub FC Slovan Liberec. Je také bývalým slovenským mládežnickým reprezentantem.

## Klubová kariéra

### AS Trenčín
Letenay je odchovancem slovenského klubu AS Trenčín, do jehož akademie nastoupil ve věku 14 let. Slovenský mládežnický reprezentant si odbyl svůj debut v A-týmu 30. listopadu 2019 v ligovém utkání proti Pohronie.
Letenay se nedokázal prosadit do základní sestavy Trenčína, a tak v létě 2021 odešel na půlroční hostování do druholigového klubu FK Dubnica nad Váhom. 14. srpna 2021 vstřelil svůj první gól v profesionální kariéře, a to při výhře Dubnice 4:0 nad MŠK Námestovo.

### Púchov
V lednu 2023 odešel Letenay na půlroční hostování s opcí do druholigového Púchova. V létě 2023 přestoupil do klubu na trvalo. V podzimní části sezony 2023/24 nastřílel Letenay 15 branek v 15 druholigových zápasech a začal být předmětem přestupových spekulací.

### Slovan Liberec
V lednu 2024 přestoupil Letenay do českého prvoligového klubu FC Slovan Liberec a podepsal dlouholetou smlouvu. Svůj debut si odbyl kvůli poranění postranních vazů až 21. dubna 2024, kdy nastoupil do ligového utkání proti Hradci Králové.
Svůj první gól v dresu Liberce vstřelil 10. srpna 2024 při prohře 1:2 s Teplicemi. 28. září dvěma brankami a asistencí rozhodl Letenay o výhře 4:1 nad Duklou Praha.

## Reprezentační kariéra
Mezi lety 2017 a 2019 odehrál Letenay také 22 utkání v dresu slovenských mládežnických reprezentacích, v nichž vstřelil 1 branku.